# モニカ・ポッター
モニカ・ポッター（Monica Potter、1971年6月30日 - ）はアメリカ合衆国オハイオ州クリーブランド出身の女優。

## 略歴
アイルランド系。12歳からモデルとしてコマーシャルなどに出演しはじめる。
2度の結婚で3人の子供がいる。

## 主な出演作品

### 映画
- コン・エアー Con Air (1997)
- クール・ドライ・プレイス A Cool, Dry Place (1998)
- マーサ・ミーツ・ボーイズ Martha, Meet Frank, Daniel and Laurence (1998)
- パッチ・アダムス Patch Adams (1998)
- スパイダー Along Came a Spider (2001)
- 幸せになる彼氏の選び方 -負け犬な私の恋愛日記- I'm With Lucky (2002)
- ソウ Saw (2004)
- ラスト・ハウス・オン・ザ・レフト -鮮血の美学- The Last House on the Left (2009)

### テレビ
- ボストン・リーガル Boston Legal (2004-2005)

## 参照
1. ↑  CANOE - JAM! Movies - Artists - Potter, Monica: Potter has planted her roots
2. ↑  The Full Monica Article on Maxim.com :: Hot Girls, Babes, Sex, Photos, Vidoes, Gear, Entertainment